# Cupa Confederațiilor FIFA 2005
Cupa Confederațiilor FIFA 2005 este o competiție sub emblema FIFA care a avut loc în Germania și la care vor participa echipele naționale de pe toate continentele. Câștigătoarele Cupei Africii pe Națiuni din partea CAF, Copei America din partea CONMEBOL, Campionatului European de Fotbal, Campionatului Mondial de Fotbal și reprezentanta OFC.

## Echipe Participante
| Echipă    | Confederație | Calificare                                | Participare |
| --------- | ------------ | ----------------------------------------- | ----------- |
| Germania  | UEFA         | Gazdă Cupa Mondială FIFA 2006             | 2           |
| Brazilia  | CONMEBOL     | Câștigătoare Cupa Mondială FIFA 2002      | 5           |
| Mexic     | CONCACAF     | Câștigătoare CONCACAF Gold Cup 2003       | 5           |
| Tunisia   | CAF          | Câștigătoare Cupa Africii pe Națiuni 2004 | 1           |
| Grecia    | UEFA         | Câștigătoare UEFA Euro 2004               | 1           |
| Argentina | CONMEBOL     | Câștigătoare Copa America 2004            | 3           |
| Japonia   | AFC          | Câștigătoare AFC Asia Cup 2004            | 4           |
| Australia | OFC          | Câștigătoare Cupa Națiunilor OFC 2004     | 3           |

## Stadioane
| Frankfurt          | Köln                | Hanover            | Leipzig            | Nürnberg           |
| ------------------ | ------------------- | ------------------ | ------------------ | ------------------ |
| Commerzbank-Arena1 | RheinEnergieStadion | AWD-Arena          | Zentralstadion     | Frankenstadion     |
| Capacitate: 48.132 | Capacitate: 46.120  | Capacitate: 44.652 | Capacitate: 44.200 | Capacitate: 41.926 |
|                    |                     |                    |                    |                    |

## Arbitri
Africa
- Mourad Daami

Asia
- Shamsul Maidin

Europa
- Herbert Fandel
- Ľuboš Micheľ
- Roberto Rossetti

America de Nord și Caribe
- Peter Prendergast

Oceania
- Matthew Breeze

America de Sud
- Carlos Amarilla
- Carlos Chandía

## Faza grupelor

### Criterii de departajare
Dacă două echipe sunt la egalitate, clasamentul lor va fi determinat astfel:

a) numărul mai mare de puncte

b) diferență goluri

c) numărul mai mare de goluri înscrise

d) tragere la sorți de către Comitetul de Organizare FIFA

### Grupa A
| Echipa    | Pct | Mec | V | E | Î | GM | GP | Ad |
| --------- | --- | --- | - | - | - | -- | -- | -- |
| Germania  | 3   | 2   | 1 | 0 | 9 | 5  | +4 | 7  |
| Argentina | 3   | 2   | 1 | 0 | 8 | 5  | +3 | 7  |
| Tunisia   | 3   | 1   | 0 | 2 | 2 | 3  | −1 | 3  |
| Australia | 3   | 0   | 0 | 3 | 5 | 10 | −5 | 0  |

| 15 iunie 2009 | Argentina | 2 | 1 | Tunisia   |
|               | Germania  | 4 | 3 | Australia |
| 18 iunie 2009 | Tunisia   | 0 | 3 | Germania  |
|               | Australia | 2 | 4 | Argentina |
| 21 iunie 2009 | Australia | 0 | 2 | Tunisia   |
|               | Argentina | 2 | 2 | Germania  |

Toate meciurile sunt in UTC +2
| Argentina                            | 2 - 1  | Tunisia            |
| ------------------------------------ | ------ | ------------------ |
| Riquelme 33'(pen) Javier Saviola 57' | Raport | Guemamdia 75'(pen) |

| Germania                                              | 4-3    | Australia                  |
| ----------------------------------------------------- | ------ | -------------------------- |
| Kurányi 17' Mertesacker 23' Michael Ballack 60' (pen) | Raport | Skoko 21' Aloisi 31' 90+2' |

| Tunisia | 0 – 3  | Germania                                                           |
| ------- | ------ | ------------------------------------------------------------------ |
|         | Raport | Michael Ballack 74'(pen) Bastian Schweinsteiger 80' Mike Hanke 88' |

| Australia             | 2 – 4  | Argentina                                |
| --------------------- | ------ | ---------------------------------------- |
| Aloisi 61' (pen.) 70' | Raport | Figueroa 12' 53' 89' Riquelme 31' (pen.) |

| Australia | 0 – 2  | Tunisia        |
| --------- | ------ | -------------- |
|           | Raport | Santos 26' 70' |

| Argentina                  | 2 – 2  | Germania                |
| -------------------------- | ------ | ----------------------- |
| Riquelme 33' Cambiasso 74' | Raport | Kurányi 29' Asamoah 51' |

### Grupa B
| Echipa   | Pct | Mec | V | E | Î | GM | GP | Ad |
| -------- | --- | --- | - | - | - | -- | -- | -- |
| Mexic    | 3   | 2   | 1 | 0 | 3 | 1  | +2 | 7  |
| Brazilia | 3   | 1   | 1 | 1 | 5 | 3  | +2 | 4  |
| Japonia  | 3   | 1   | 1 | 1 | 4 | 4  | 0  | 4  |
| Grecia   | 3   | 0   | 1 | 2 | 0 | 4  | -4 | 1  |

| 16 iunie 2005 | Japonia  | 1 | 2 | Mexic    |
|               | Brazilia | 3 | 0 | Grecia   |
| 19 iunie 2005 | Grecia   | 0 | 1 | Japonia  |
|               | Mexic    | 1 | 0 | Brazilia |
| 22 iunie 2005 | Grecia   | 0 | 0 | Mexic    |
|               | Japonia  | 2 | 2 | Brazilia |

| Japonia        | 1 - 2  | Mexic                 |
| -------------- | ------ | --------------------- |
| Yanagisawa 12' | Raport | Sinha 39' Fonseca 64' |

| Brazilia                            | 3 - 0  | Grecia |
| ----------------------------------- | ------ | ------ |
| Adriano 41' Robinho 46' Juninho 81' | Raport |        |

| Grecia | 0 – 1  | Japonia   |
| ------ | ------ | --------- |
|        | Raport | Oguro 76' |

| Mexic        | 1 – 0  | Brazilia |
| ------------ | ------ | -------- |
| Borgetti 59' | Raport |          |

| Grecia | 0 - 0  | Mexic |
| ------ | ------ | ----- |
|        | Raport |       |

| Japonia                | 2 – 2  | Brazilia                   |
| ---------------------- | ------ | -------------------------- |
| Nakamura 27' Oguro 88' | Raport | Robinho 10' Ronaldinho 39' |

## Etapa eliminatorie
|  | Semifinale          | Semifinale          |   |                    | Finală               | Finală |  |
|  |                     |                     |   |                    |                      |        |  |
|  | 25 iunie – Nürnberg |                     |   |                    |                      |        |  |
|  | Germania            | 2                   |   |                    |                      |        |  |
|  | Brazilia            | 3                   |   |                    |                      |        |  |
|  |                     |                     |   |                    |                      |        |  |
|  |                     |                     |   |                    | 29 iunie – Frankfurt |        |  |
|  |                     |                     |   |                    | Brazilia             | 4      |  |
|  |                     | Argentina           | 1 |                    |                      |        |  |
|  |                     |                     |   |                    |                      |        |  |
|  |                     |                     |   |                    |                      |        |  |
|  |                     |                     |   |                    | Finala mică          |        |  |
|  | 26 iunie – Hannover | 26 iunie – Hannover |   | 29 iunie – Leipzig | 29 iunie – Leipzig   |        |  |
|  | Mexic               | 1(5)                |   | Germania           | 4                    |        |  |
|  | Argentina           | 1(6)                |   |                    | Mexic                | 3      |  |

### Semifinalele
| Germania                        | 2 - 3  | Brazilia                              |
| ------------------------------- | ------ | ------------------------------------- |
| Podolski 23' Ballack 45' (pen.) | Raport | Adriano 21' 76' Ronaldinho 43' (pen.) |

| Mexic        | 1 - 1 (d.p.) | Argentina     |
| ------------ | ------------ | ------------- |
| Salcido 104' | Raport       | Figueroa 110' |

|                                                      |       | Penaltiuri                                                  |  |
| Pérez · Pardo · Borgetti · Salcido · Pineda · Osorio | 5 – 6 | Riquelme · Rodríguez · Aimar · Galletti · Sorín · Cambiasso |  |

### Finala mică
| Germania                                             | 4 - 3 (d.p.) | Mexic                        |
| ---------------------------------------------------- | ------------ | ---------------------------- |
| Podolski 37' Schweinsteiger 41' Huth 79' Ballack 97' | Raport       | Fonseca 40' Borgetti 58' 85' |

### Finala
| Brazilia                                | 4 - 1  | Argentina |
| --------------------------------------- | ------ | --------- |
| Adriano 11' 63' Kaká 16' Ronaldinho 47' | Raport | Aimar 65' |

| Câștigătorii Cupei Confederațiilor 2005 |
| --------------------------------------- |
| Brazilia Al doilea titlu                |

## Premii
| Câștigătorul Balonului de Aur: | Câștigătorul Ghetei de Aur: | Trofeul Fair Play FIFA: |
| ------------------------------ | --------------------------- | ----------------------- |
| Adriano                        | Adriano                     | Grecia                  |

| Câștigătorul Balonului de Argint: | Câștigătorul Ghetei de Argint: |
| --------------------------------- | ------------------------------ |
| Juan Riquelme                     | Michael Ballack                |
| Câștigătorul Balonului de Bronz:  | Câștigătorul Ghetei de Bronz:  |
| Ronaldinho                        | John Aloisi                    |

## Marcatori
| 5 goluri - Adriano 4 goluri - Luciano Figueroa - John Aloisi - Michael Ballack 3 goluri - Juan Román Riquelme - Ronaldinho - Lukas Podolski - Jared Borgetti | 2 goluri - Robinho - Kevin Kurányi - Bastian Schweinsteiger - Masashi Oguro - Francisco Fonseca - Francileudo Santos | 1 goluri - Esteban Cambiasso - Pablo Aimar - Javier Saviola - Josip Skoko - Kaká - Juninho - Gerald Asamoah - Robert Huth - Per Mertesacker - Mike Hanke - Atsushi Yanagisawa - Shunsuke Nakamura - Zinha - Carlos Salcido - Haykel Guemamdia |